# Eusynthemis tenera
Eusynthemis tenera là loài chuồn chuồn trong họ Synthemistidae. Loài này được Theischinger miêu tả khoa học đầu tiên năm 1995.